# Naravelia lobata
Naravelia lobata är en ranunkelväxtart som först beskrevs av Llanos, och fick sitt nu gällande namn av Merrill. Naravelia lobata ingår i släktet Naravelia och familjen ranunkelväxter. Inga underarter finns listade i Catalogue of Life.